# Хотово (Ленинградская область)
Хо́тово — деревня в Вындиноостровском сельском поселении Волховского района Ленинградской области.

## История
Впервые упоминается в Писцовой книге Водской пятины 1500 года как деревня Хотуево в Пречистенском Городенском погосте Ладожского уезда.
На карте Санкт-Петербургской губернии Ф. Ф. Шуберта 1834 года обозначена деревня Хотово, состоящая из 64 крестьянских дворов.

ХОТОВО — деревня принадлежит Казённому ведомству, число жителей по ревизии: 170 м. п., 171 ж. п.. (1838 год)

На карте профессора С. С. Куторги 1852 года отмечена деревня Хотово из 64 дворов.

ХОТОВА — деревня Ведомства государственного имущества, по просёлочной дороге, число дворов — 69, число душ — 188 м. п. (1856 год)

ХОТОВО (ХУТОВО) — село казённое при колодцах, число дворов — 70, число жителей: 220 м. п., 133 ж. п.

Церковь православная. Часовня. Сельское училище. Ярмарка. (1862 год)

Сборник Центрального статистического комитета описывал село так:

ХОТОВО (ХУТОВО) — село бывшее государственное, дворов — 121, жителей — 465. 2 церкви православных, школа, 2 лавки. (1885 год)

В конце XIX — начале XX века село административно относилось к Глажевской волости 1-го стана Новоладожского уезда Санкт-Петербургской губернии.

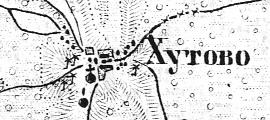
Деревня Хотово на карте 1915 года

Согласно военно-топографической карте Петроградской и Новгородской губерний издания 1915 года село называлось Хутово, в селе находились пять ветряных мельниц.
Согласно карте Петроградской губернии 1916 года в селе была церковно-приходская школа.
С 1917 по 1923 год село Хотово входило в состав Глажевской волости Новоладожского уезда.
С 1923 года в составе Чернецкого сельсовета Глажевской волости Волховского уезда.
С 1924 года в составе Хотовского сельсовета.
Согласно данным переписи населения СССР 1926 года село Хотово находилось в составе Усадищенского сельсовета, в селе проживали 662 человека — все русские. В расположенной к северу деревне Хотовская Горка (ныне урочище) — 162 человека — все русские.
С 1927 года в составе Волховского района.
В 1928 году население села Хотово составляло 824 человека.
По данным 1933 года село Хотово являлось административным центром Хотовского сельсовета Волховского района, в который входили 2 населённых пункта: деревня Хотовская Гора и само село Хотово, общей численностью населения 914 человек.
По данным 1936 года в состав Хотовского сельсовета входили 2 населённых пункта, 178 хозяйств и 2 колхоза.

План деревни Хотово. 1941 год

Согласно топографической карте РККА 1941 года деревня насчитывала 98 дворов. В южной части деревни находились церковь, часовня и ветряная мельница. В деревне располагалась почта и сельсовет.
С 1954 года в составе Вольковского сельсовета.
В 1961 году население села Хотово составляло 203 человека.
По данным 1966, 1973 и 1990 годов деревня Хотово входила в состав Волховского сельсовета Волховского района.
В 1997 году в деревне Хотово Вындиноостровской волости проживал 1 человек, в 2002 году — 12 человек (все русские).
В 2007 году в деревне Хотово Вындиноостровского СП проживали 3 человека.

## География
Деревня расположена в юго-западной части района к западу от центра поселения, деревни Вындин Остров, на автодороге 41К-379 (Теребочево — Хотово).
Расстояние до административного центра поселения — 21 км.
Расстояние до ближайшей железнодорожной станции Теребочево — 8 км.
Деревня находится на левом берегу Горелецкого ручья — левого притока реки Олешня.

## Демография
| 1862 | 2002 | 2007 | 2010 | 2017 |
| ---- | ---- | ---- | ---- | ---- |
| 353  | ↘12  | ↘3   | ↗18  | ↗24  |

### Национальный состав
Согласно данным Всероссийской переписи населения 2021 года в деревне проживали 26 человек, из них:
 русские — 20, армяне — 4, украинцы — 1, чуваши — 1 человек.

## Достопримечательности
В 1854 году в деревне Хотово из часовни была перестроена деревянная церковь, сгоревшая в 1861 году.
В 1861—1862 годах попечением отца Алексия на месте сгоревшей была воздвигнута новая, деревянная церковь во имя Воздвижения Креста Господня.
В 1863—1867 годах по проекту А. П. Мельникова попечением отца Алексия при участии генерала Скворцова, петербургских купцов Лесникова и Петухова был построен каменный храм во имя Введения во храм Пресвятой Богородицы.
В 1930-х годах обе церкви были закрыты и переданы под сельхознужды.
Во время войны деревянная Воздвиженская церковь была уничтожена, а каменная, Введенская, сильно пострадала.
После войны каменный храм использовался под сельхозхранилище, затем был заброшен, в настоящее время силами верующих приводится в порядок.

## Известные жители
В деревне Хотово начинал свою деятельность известный петербургский священник конца XIX века отец Алексий, в миру Алексей Петрович Колоколов.